# Крестовый поход португальских женщин

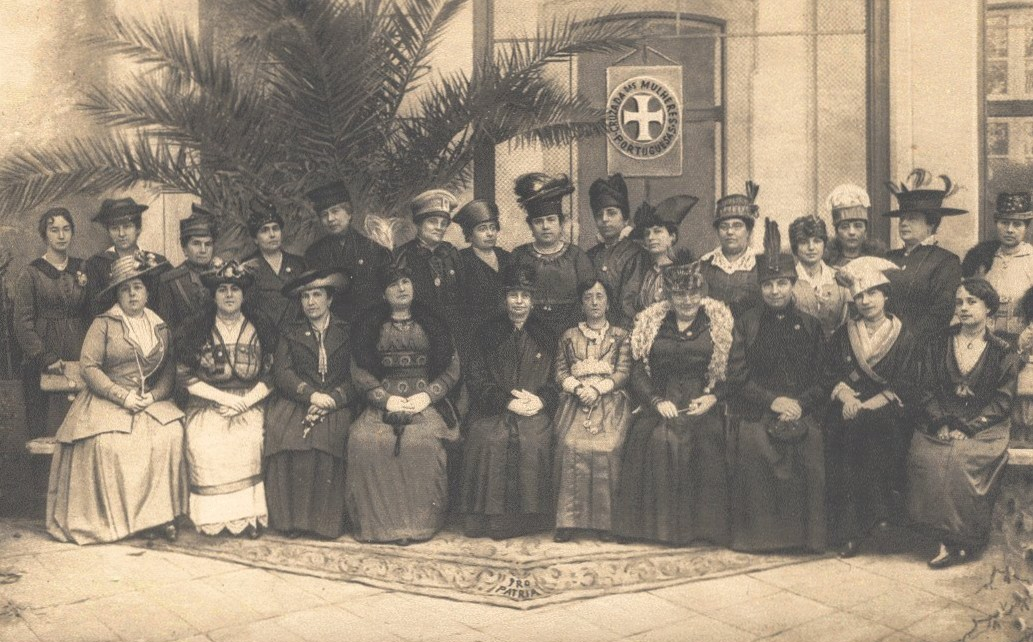
Групповая фотография членов Крестового похода португальских женщин

Крестовый поход португальских женщин (порт. Cruzada das Mulheres Portuguesas) — португальское благотворительное феминистское движение, основанное в 1916 году группой женщин во главе с первой леди Элзирой Данташ Машаду (известной защитницей женского активизма, основательницей Республиканской лиги португальских женщин и президентом Ассоциации феминистской пропаганды), оказывающее моральную и материальную помощь нуждающимся в условиях Первой мировой войны и исполняющим воинскую повинность. Движение распалось в 1938 году. Являясь основным продуктом так называемого феминизма первой волны в Португалии, оно изучалось как ключевая черта истории феминизма в контексте Первой португальской республики.
Крестовый поход португальских женщин не задумывался как политическая организация, скорее, в своем уставе он называл себя «патриотической и гуманитарной организацией» и объединял женщин разного политического и культурного происхождения. В рамках Женского крестового похода несколько членов-основателей были жёнами и дочерьми нескольких важных политиков и военных, а именно Альзира Кошта (жена лидера Демократической партии Афонсу Кошты), Эштер Нортон де Матуш (жена военного министра Жозе Нортон де Матуш), и Амелия Леоте ду Регу (жена Хайме Даниэля Леоте ду Регу, командира военно-морской дивизии), а также известные феминистки, такие как Ана де Каштру Озориу. Также членом организации была первая женщина-юрист Португалии Регина Кинтанилья. Проводимые мероприятия включали обучение новых медсестёр, которые не были католическими монахинями. Это направление возглавила София Кинтино.
12 июня 1919 года президент Канту-и-Каштру наградил Крестовый поход португальских женщин Большим крестом Ордена Башни и Меча, Доблести, Верности и Заслуг, а основательницу Элзиру Данташ Машаду — Большим крестом Ордена Христа.